# کراتین اتر استر
کراتین اتر استر (به انگلیسی: Creatine ethyl ester) با فرمول شیمیایی C6H13N3O2 یک ترکیب شیمیایی است. که جرم مولی آن ۱۵۹٫۱۹ گرم بر مول می‌باشد. 